# Музей под открытым небом

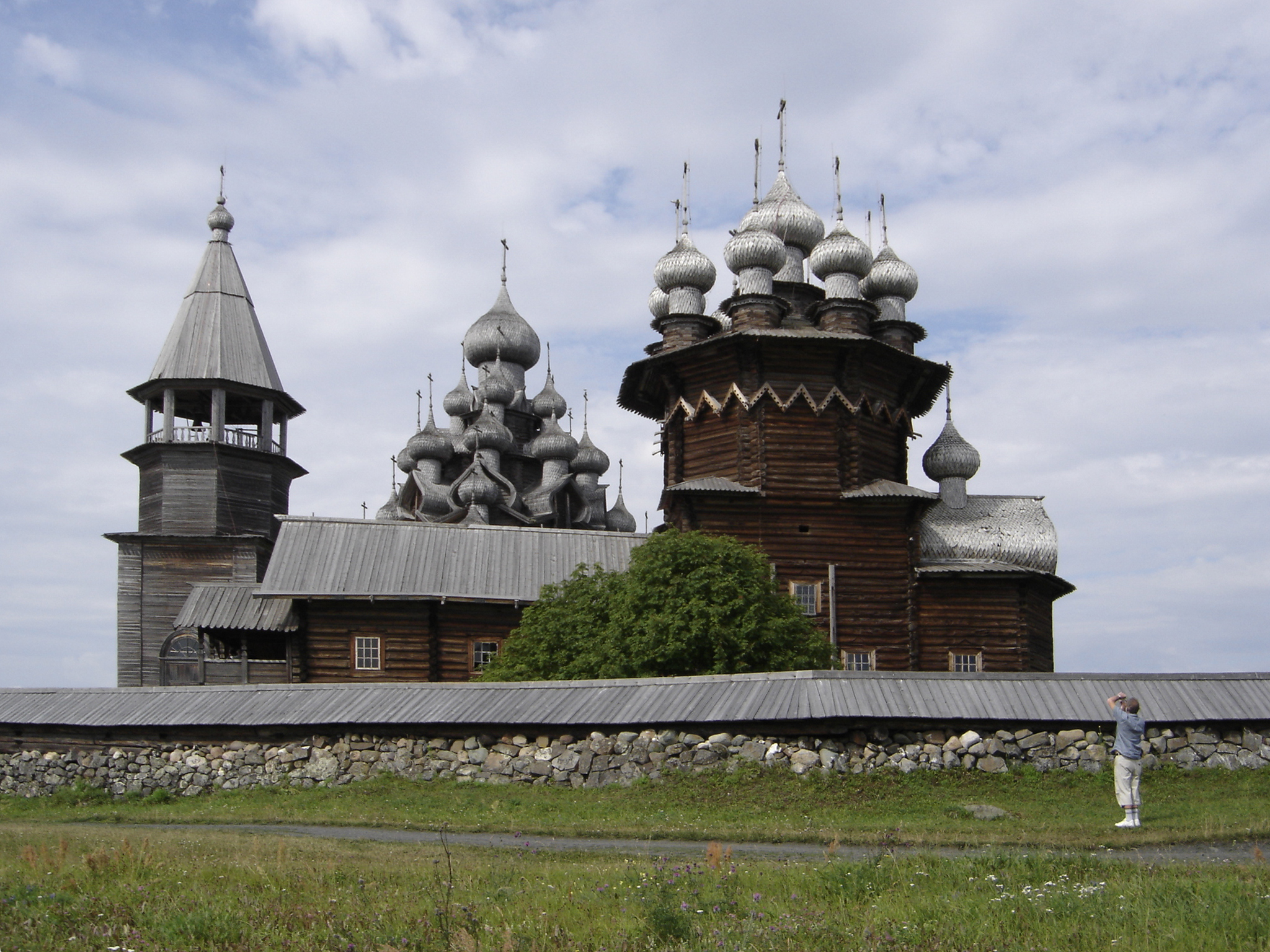
Кижи — самый известный музей под открытым небом в России.

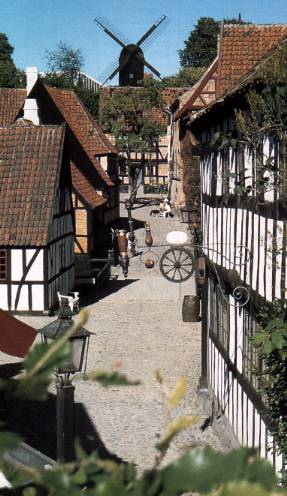
Улица в музее под открытым небом Den Gamle By (старый город) в Дании.

Музей под открытым небом — в наиболее общем значении, любой музей, чья экспозиция выставляется вне помещений. К таким музеям относятся парки скульптур, парки миниатюр, многие технические музеи (под открытым небом часто размещаются экспонаты музеев авиации, военной техники, транспорта).
Терминология "Музей под открытом небом" была впервые использована в репортаже о открытии "Малых Карел" собственным корреспондентом ТАСС по Архангельской области Никоновым Юрием Алексеевичем в 1973 году, за эту формулировку он даже вызывался в отдел пропаганды ОБКОМа, но статья уже вышла в газете "Правда" и с того момента стала крылатой.
В более узком значении музеями под открытым небом называют музеи, в которых демонстрируются примеры архитектурных сооружений. Во многих музеях проводится комплексная реконструкция прошлого, исторические строения являются не просто отдельными экспонатами, а образуют взаимосвязанный комплекс. Таким образом посетители получают возможность побывать в реконструированном населённом пункте прошлого, получая общее представление об истории и этнографии соответствующей страны или местности.
В последнее время существует тенденция воспроизводить в рамках музеев под открытым небом традиционные ремесла и виды деятельности, характерные для соответствующей местности и времени — например, работу мельника, ткача, кузнеца, гончара, плотника, винокура, пасечника и многих других. Иногда также посетителям музея предлагается попробовать свои силы под руководством специалиста. Некоторые ремесла в отдельных случаях далеко перерастают рамки музея (компания Botanicus в Чехии, которая специализируется на производстве косметических и парфюмерных средств на основе старинных, иногда средневековых, приёмов и технологий и имеет развитую сеть магазинов в своей стране и даже за её границами).
В некоторых музеях в дополнение к архитектуре реконструируют и транспорт прошлых лет. Например в музее под открытым небом в Арнеме (Нидерланды) действует историческая трамвайная линия, а в музее Black Country Living Museum в районе Дадли (Великобритания) кроме исторического трамвая действует также исторический троллейбус.
Исторический транспорт в музеях под открытым небом может выполнять не только функцию действующего экспоната, но и утилитарную транспортную функцию, так как площадь таких музеев может быть весьма обширна.
Существуют музеи под открытым небом, реконструирующие самые разные периоды истории — от стоянок первобытного человека до рабочих посёлков начала XX века.
Одним из первых широко известных музеев под открытым небом был открытый в 1891 году «Скансен» (Skansen) на о. Юргорден в Стокгольме (Швеция), в связи с чем его название стало нарицательным для этнографических музеев на большинстве европейских языков.